# Don Juan (ballet)
Pour les articles homonymes, voir Don Juan (homonymie).

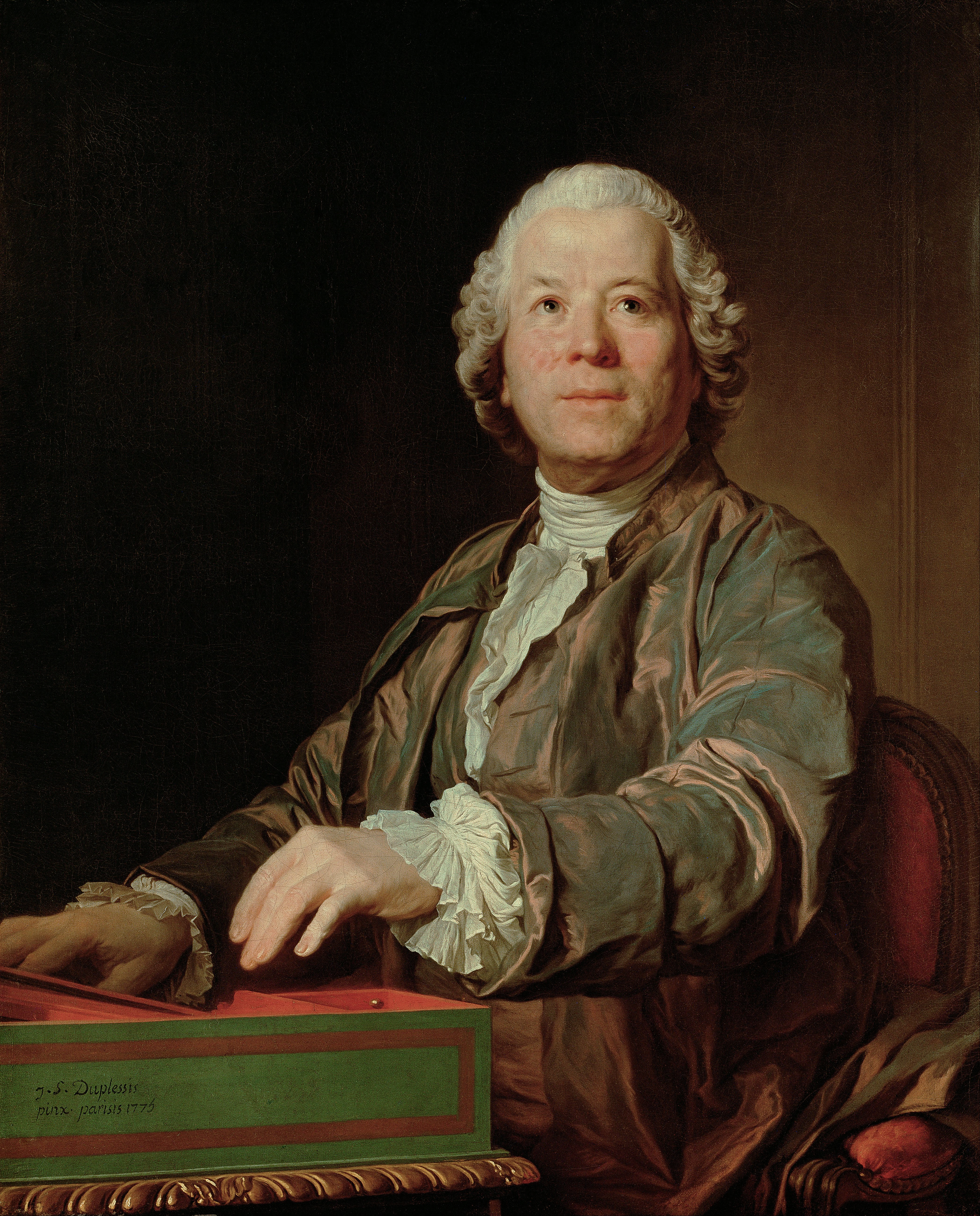
Christoph Willibald von Gluck peint par Joseph Duplessis (1775)

Don Juan ou Le Festin de Pierre est un ballet dont le livret est de  Ranieri de' Calzabigi, la musique de Christoph Willibald von Gluck, et la chorégraphie de Gasparo Angiolini. La création a lieu à Vienne, en Autriche, le samedi 17 octobre 1761, au Theater am Kärntnertor, soit un an avant la réforme radicale de l' opéra seria de Gluck avec son Orfeo ed Euridice. Cette œuvre est innovante en ce qu'elle propose une narration cohérente, bien qu'interrompue par des danses de divertissement.  Le ballet raconte la légende de Don Juan qui se termine par sa descente aux enfers.

## Contexte
L’œuvre est basée sur la pièce Dom Juan ou le Festin de Pierre de Molière créée en 1665. Angiolini expose pour la première fois, dans un texte introductif au programme, ses théories sur le « ballet-pantomime dans le goût des anciens ». Avec cette œuvre, il « anticipe la réforme du ballet souhaitée par Jean-Georges Noverre en créant le premier exemple du ballet d'action et donne une impulsion nsignificative à la réforme opératique poursuivie par Gluck. ».
Quant à la musique : Gluck conçoit la danse comme un art autonome, indépendant de l'opéra. La partition se caractérise par sa sobriété. Jean-Georges Noverre, rival du chorégraphe Angiolini, compose des ballets à Stuttgart, à Londres et à Paris narrant des exploits héroïques inspiré, en partie, par la plastique de David Garrick en Angleterre. En revanche, les passi d'azione d’Angiolini à Vienne (inspirés de Franz Hilverding et de Gluck) valorisent davantage la danse en elle-même. Noverre et Angiolini demeurent en désaccord quant à la place de la musique dans l'art du ballet. Angiolini considère ainsi la musique et la danse comme deux composantes distinctes. Noverre, au contraire, estime que la musique détermine la danse : les protagonistes traduisent la musique par leurs mouvements.

## Livret
La scène est à Madrid. L'ouverture est une courte sonate de forme sinfonietta où des trompettes semblent menaçantes. Dans le premier acte, Don Juan sérénade Donna Elvira sous son balcon. Son père, le Commandeur entre, armé de son épée, pour protéger sa fille. Dans le duel qui s'ensuit, Don Juan blesse le Commandeur, qui attaque, puis s'évanouit et meurt. Au deuxième acte, Don Juan a préparé un banquet pour ses amis. Les danses pour ses invités sont une gavotte, une contredanse, un menuet et un fandango. Un coup terrible se fait soudain entendre à la porte. Don Juan ouvre enfin la porte et découvre la statue de marbre du Commandeur décédé. Il invite le Commandeur à dîner. Cependant, la statue fait de même (le repas se déroulera sur sa tombe). Elle s'éloigne sur le rythme d'un menuet. Le dernier acte se déroule dans un cimetière. Accompagné d'un morceau de musique en ré mineur des trombones, le commandeur sort de sa tombe en un menuet, puis gronde don Juan, qui le confronte avec frivolité, vanité et courage. Alors, le Commandeur porte un jugement irrévocable sur don Juan. Au son d'une passacaille menaçante, les tombes s'ouvrent, les flammes s'élèvent et Juan sombre en enfer.

## Réception
Le ballet remporte un grand succès et va être remonté notamment par Charles Le Picq, Vincenzo Galeotti, Salvatore Viganò et Dominico Rossi.

## Autres versions
Le thème et la musique de Gluck intéressent de nombreux chorégraphes des XXe et XXIe siècles parmi lesquels Rudolf Laban en 1925, Tatjana Gsovsky en 1946, Léonide Massine en 1946, John Neumeier en 1972, Thierry Malandain en 2005. D'autres – comme Aurél Milloss ou Serge Lifar – préfèrent le poème symphonique op. 20 de Richard Strauss tandis que d'autres encore, comme Maurice Béjart créent ce ballet sur des extraits musicaux de divers compositeurs.